# Nagy László Mihály
Nagy László Mihály álnevei: Kézdi Mihály, Nalám. (Kézdivásárhely, 1957. július 30. – Marosvásárhely, 2019. február 26.) romániai magyar író, újságíró.

## Életútja
Középiskolai tanulmányait a Bolyai Farkas Líceumban végezte, 1976-ban érettségizett. Vegyipari technikus, tévéoperatőr, a Romániai Központi Rádió Televízió munkatársa volt, majd 1985-ben újságírói oklevelet szerzett a Bukaresti Újságíró Fakultáson, ettől az évtől a sepsiszentgyörgyi Megyei Tükör belső munkatársaként dolgozott, a rendszerváltás után alapító tagja a Háromszék megyei hírlapnak. 1999-ben a csíkszeredai Novos Kiadóhoz került az Új sport szerkesztőjeként, majd az Ötödik kerék igazgatója és főszerkesztője lett. 
2001-ben Marosvásárhelyre költözött, ahol az Erdélyi futár kiadója és főszerkesztője lett. 2002-ben ott hagyta az újságírást, angol tanárként több középiskolában tanított, majd az Aquaserv Vízművek kutatási osztályát vezette. 2003-ban létrehozta a Magna Oktatási Központot, amelynek igazgatójaként a PannonForrás Kárpát medencés Felnőttoktatási Hálózat szenátora volt, majd alapító tagja az ugyanazt a nevet viselő Tudás Klasszternek.
Első írásai az Ifjúmunkásban jelentek meg; rendszeresen közölt riportokat, novellákat, kritikai írásokat, műfordításokat és publicisztikát az Utunkban, Igaz Szóban, Új Életben, A Hétben, heti- és napilapokban. Szerepelt az Ajtók c. antológiában (1986) és Gyöngyök gyöngye c. gyűjteményben (Marosvásárhely, 1995).

## Társasági tagság
A Magyar Újságírók Romániai Egyesületének (MÚRE) tagja.

## Kötetei
- A csendestárs (novellák, Marosvásárhely, 2008)
- Létforgácsok (regény, Marosvásárhely, 2009)
- Tréner könyv (Módszertan, Marosvásárhely, 2010)